# Ашотхалом
Ашотхалом (на унгарски: Ásotthalom) е село в южна Унгария, разположено в окръг Морахалом, област Чонград, регион Южен Алфьолд. Център на община Ашотхалом, разположена на границата със Сърбия. Населението му според оценки на Централната статистическа служба към 1 януари 2019 г. е 3795 души. Според преброяването на през 2011 г. населението му е 4122 души. Кмет на селото е Ласло Тороцкаи, председател на партия Наша родина.

## Население
Численост на населението според преброяванията през годините:
- 1990 – 4106 души
- 2001 – 4218 души
- 2011 – 3871 души

## Побратимени населени места
- Кашин, Румъния
- Бачки Виногради, Сърбия